# Kollado (cràter)
Kollado és un cràter d'impacte en el planeta Venus de 5,5 km de diàmetre. Porta el nom d'un antropònim fulbe, i el seu nom va ser aprovat per la Unió Astronòmica Internacional el 1997.